# Nationalmuseum Tokio

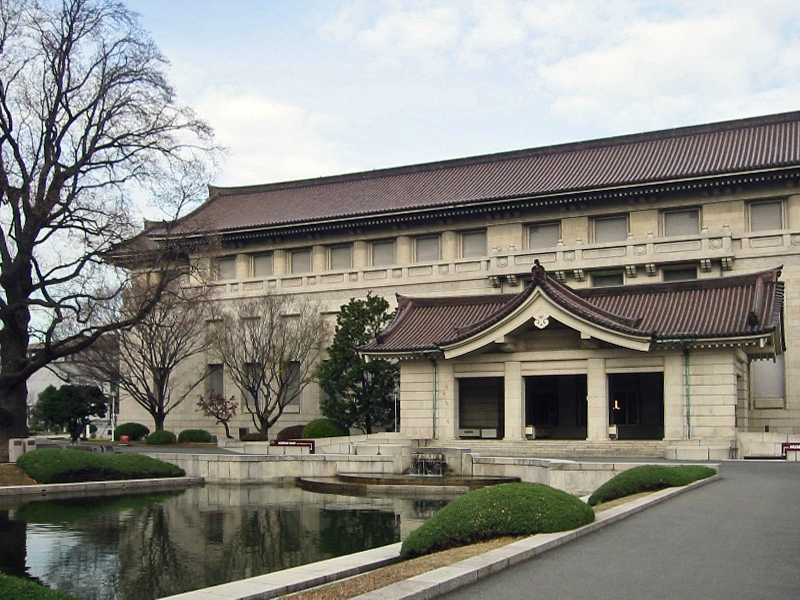
Das Nationalmuseum Tokyo aus der Nähe

Das Nationalmuseum Tōkyō (japanisch 東京国立博物館 Tōkyō Kokuritsu Hakubutsukan) wurde 1872 gegründet und ist das älteste und größte Museum Japans.

## Übersicht
Das Museum sammelt und bewahrt Kunstwerke und archäologische Funde aus Japan und anderen ostasiatischen Ländern. Es besitzt mehr als 110.000 Exponate, davon 87 Nationalschätze Japans und 633 andere wichtige nationale Kulturgüter (Stand März 2014). Daneben gehören auch Forschungsprojekte und die Organisation von Bildungsveranstaltungen im Zusammenhang mit ihren Sammlungen zu den Tätigkeitsbereichen der Einrichtung.
Das Museum befindet sich im Ueno-Park in Taitō-ku in Tokio, dort, wo bis 1868 die ausgedehnten Anlagen des Kan'eiji-Tempels standen, der im Boshin-Krieg zerstört wurde. Das Museum besteht aus einer Japanischen Hauptgalerie (本館, Honkan), Asiatischen Galerie (東洋館, Tōyōkan), Hyōkeikan (表慶館), Heiseikan (平成館), der Galerie der Hōryū-ji-Schätze (法隆寺宝物館), einem Forschungs- und Informationszentrum (資料館, Shiryōkan) und anderen Einrichtungen. Auf dem Gelände des Museums befinden sich Restaurants und Läden, Freilandausstellungen und ein Garten.
Die hier befindlichen Sammlungen konzentrieren sich auf alte japanische Kunst und alte asiatische Kunst entlang der Seidenstraße. Es gibt auch eine große Sammlung Greco-buddhistischer Kunst.
Alle Informationen sind auf Japanisch, Koreanisch, Chinesisch, Englisch, Französisch und Deutsch verfügbar.

## Geschichte
Die Museumsabteilung des Bildungsministeriums veranstaltete 1872 in der Taiseiden-Halle die erste Museumsausstellung Japans. Bald darauf zog das Museum nach Uchiyamashita-chō (heute Uchisaiwai-chō) um, dann 1882 an den heutigen Standort im Ueno-Park. Einschneidende Ereignisse waren das Große Kantō-Erdbeben 1923 und die zeitweilige Schließung während der Kriegszeit 1945. In den mehr als 120 Jahren seiner Geschichte unterlag das Museum einer starken Entwicklung und zahlreichen Änderungen durch Verwaltungsreformen und -wechsel.
Das Museum wechselte auch mehrfach den Namen von „Kaiserliches Museum“ 1886 über „Tokioter Kaiserliches Hofmuseum“ vor 1900 bis zu seinem heutigen Namen seit 1900.

## Die fünf Galerien

### Japanische Galerie
Sie bietet einen allgemeinen Überblick über die japanische Kunst in 24 Ausstellungsräumen auf zwei Etagen. Sie besteht aus Ausstellungen von 10.000 v. Chr. bis zum späten 19. Jahrhundert, Ausstellungen zu verschiedenen Kunstgattungen wie Keramik, Skulptur und Schwertschmiedekunst sowie Themenausstellungen.
Die originale Hauptgalerie, entworfen von dem britischen Architekten Josiah Conder, wurde während des Großen Kantō-Bebens 1923 erheblich beschädigt. Im Gegensatz zu dem eher westlichen Stil ist das Design des heutigen Honkan von Watanabe Jin im mehr japanisch geprägten „Kaiserkronen-Stil“ erbaut. Der Bau begann 1932, die Einweihung fand 1938 statt. 2001 wurde es als Bedeutendes Kulturgut Japans eingestuft.

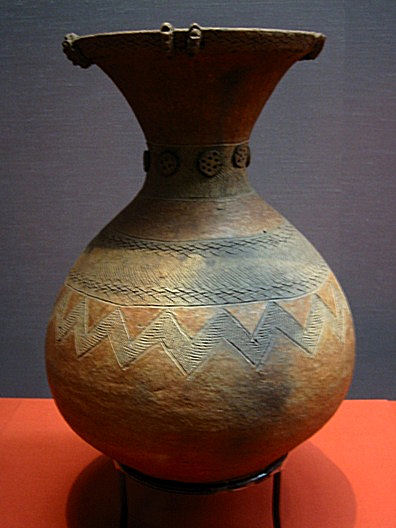
Ein Yayoi-Krug, 1.–3. Jahrhundert, ausgegraben in Kugahara, Ota-Ku, Tokio
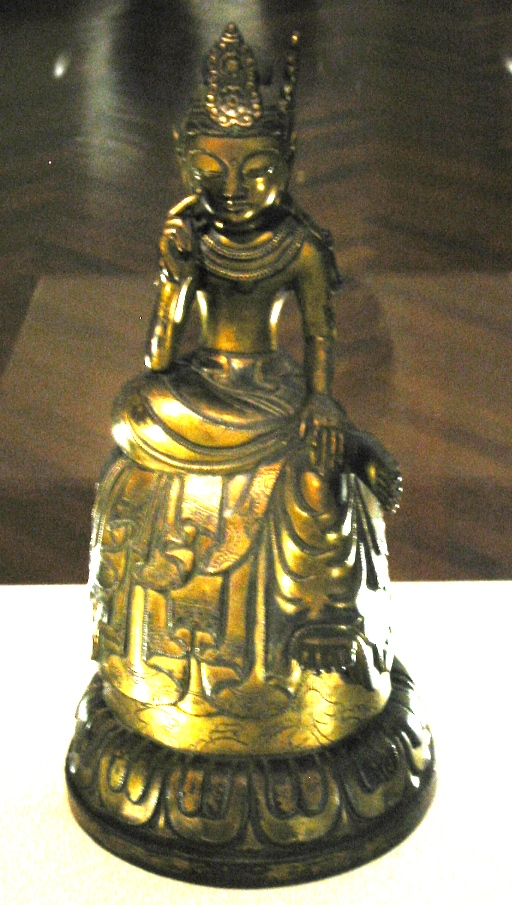
Bodhisattva, Asuka-Zeit, 7. Jahrhundert
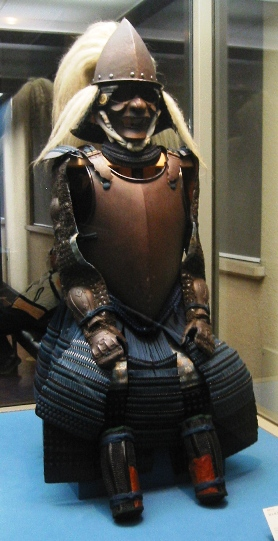
Nanbandō, eine Rüstung in Form eines europäischen Kürass, 16. Jahrhundert
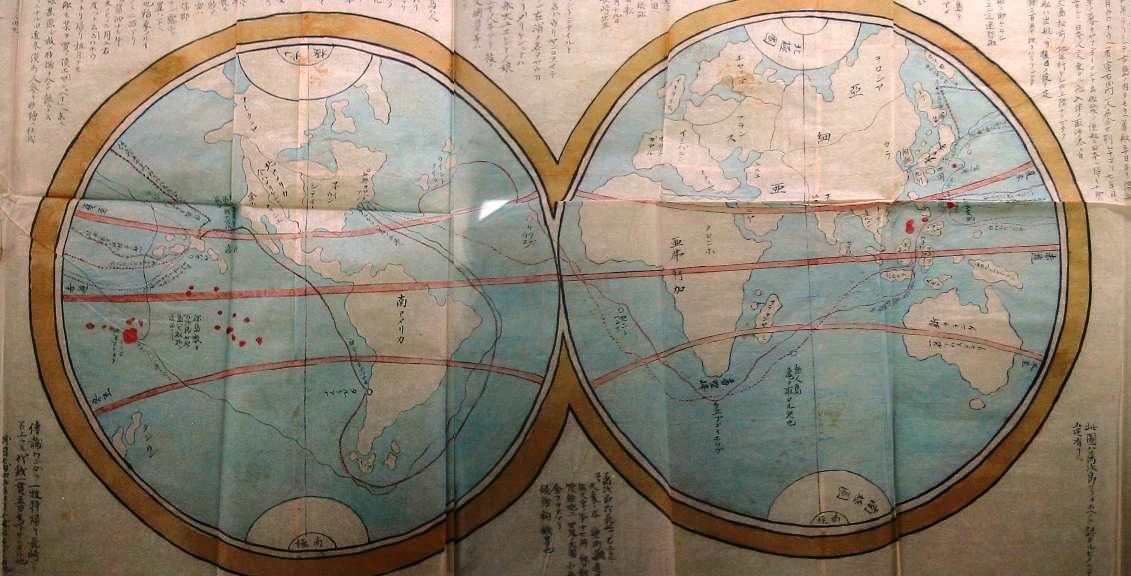
Nakahama Manjirō Bericht seiner Reisen, Karte um 1850

### Asiatische Galerie
Sie besteht aus zehn Ausstellungsräumen in fünf Ebenen und ist der Kunst und Archäologie Asiens einschließlich Korea, China, Indien und Südostasien gewidmet, außerdem finden sich Exponate aus Ägypten.
Das Museum beherbergt eine der weltweit größten und bedeutendsten Sammlungen Koreanischer Kunst, besonders der Celadon-Keramik. Mehr als 1000 Gold-, Bronze- und Celadonstücke aus dem Nachlass des Geschäftsmannes Takenosuke Ogura bilden heute den Kern der koreanischen Sammlung. Insgesamt 4800 Exponate koreanischer Herkunft, davon etwa 2000 archäologische Funde sind im Museum ausgestellt oder gelagert.
Das Gebäude wurde von Taniguchi Yoshio gestaltet und 1968 eröffnet. Im Erdgeschoss befinden sich ein Restaurant und ein Museumsladen.

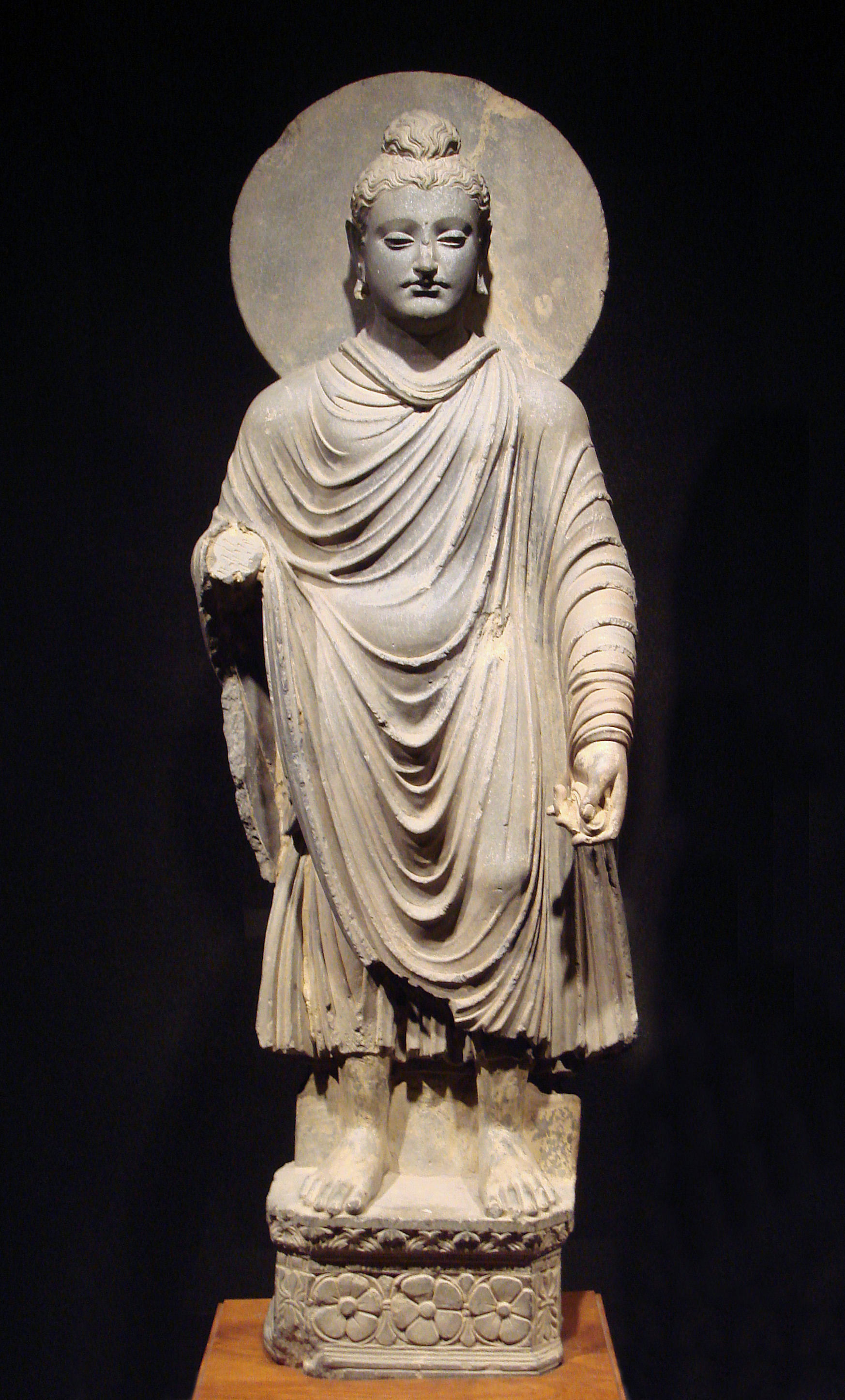
Eine der ersten Darstellungen des Buddha, 1.–2. Jahrhundert, aus Gandhara
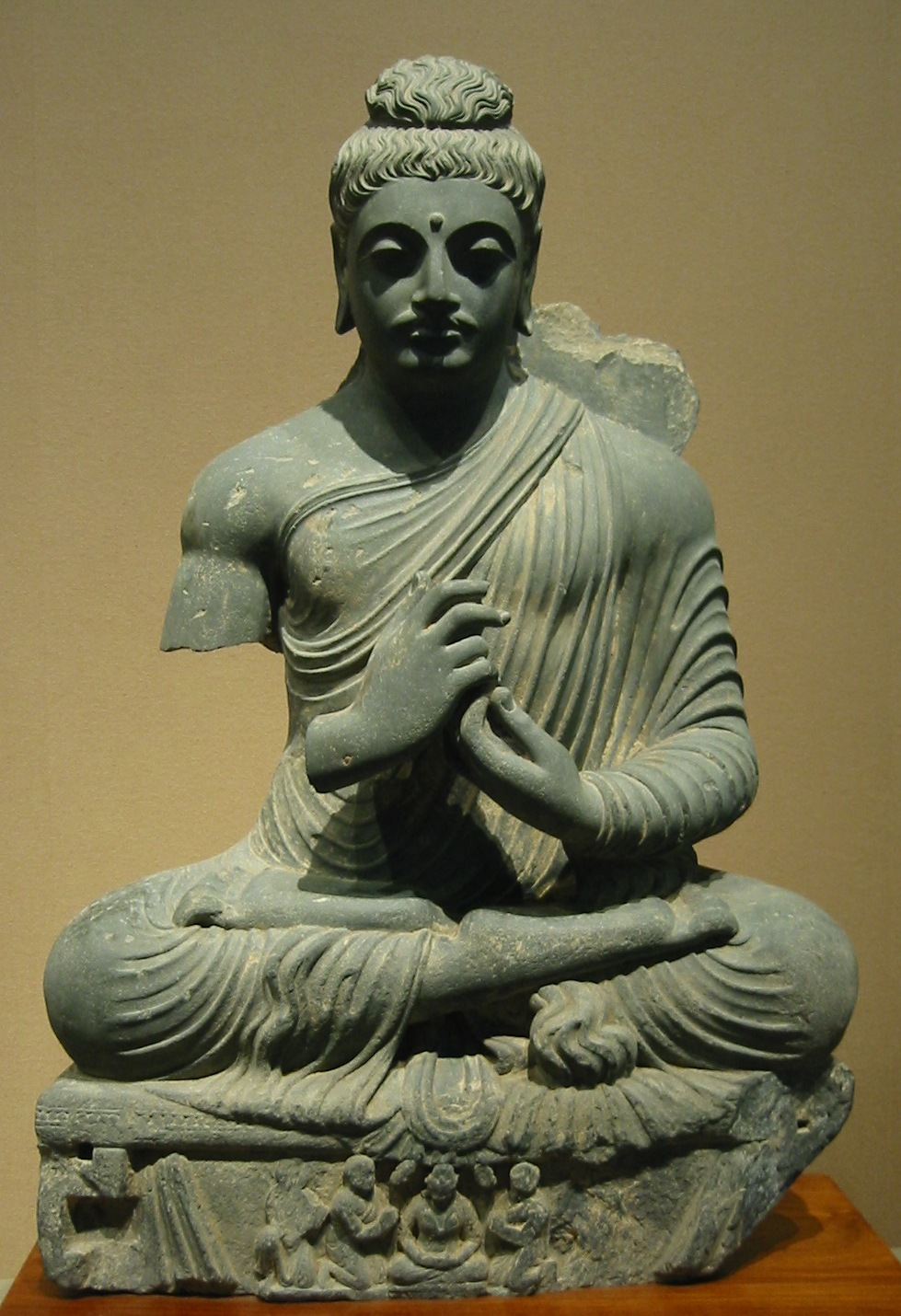
Sitzender Buddha, Gandhara, 1.–2. Jh.
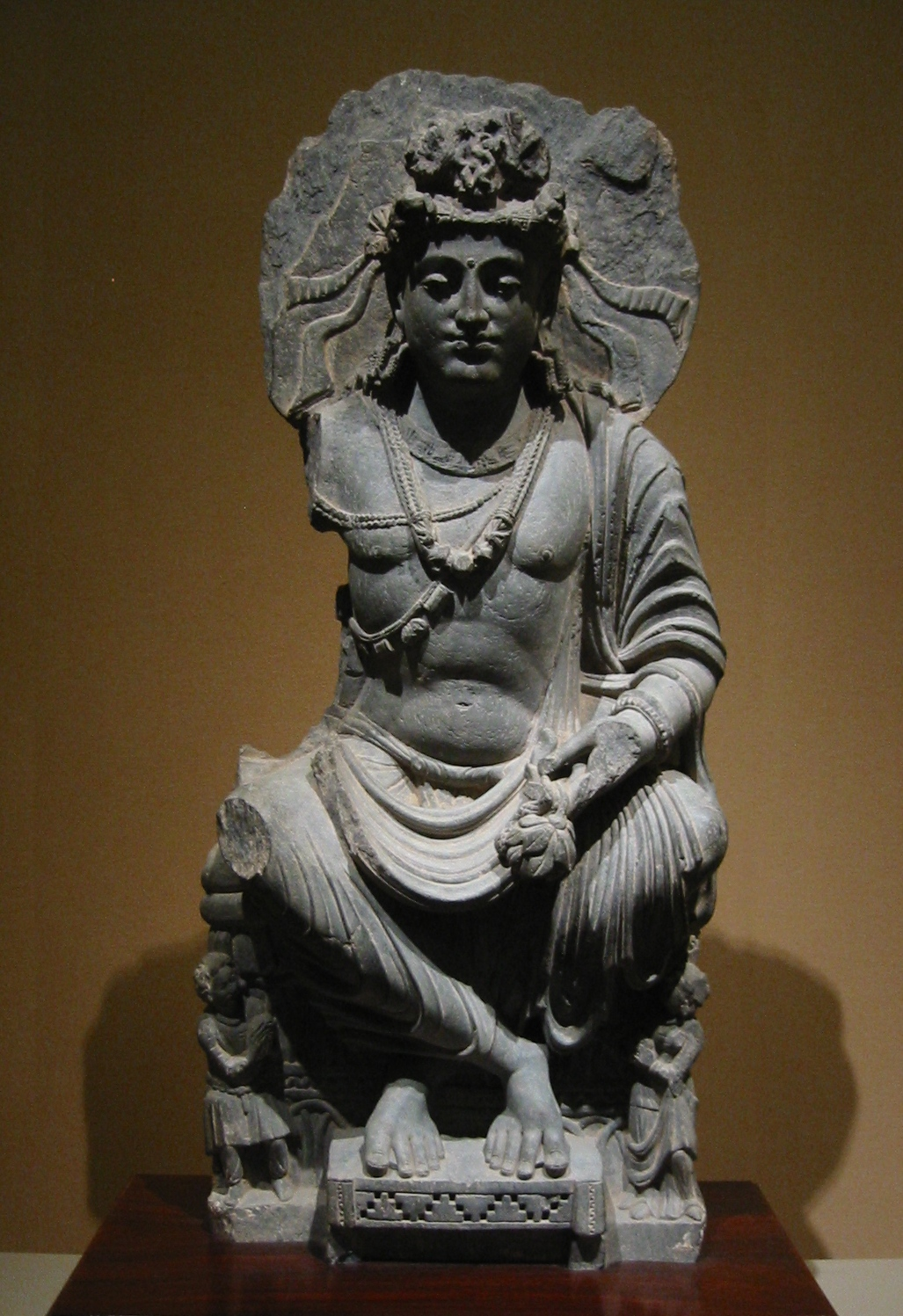
Maitreya, auf einem Thron westlichen Stils mit Kuschan-Anhänger. 2. Jh., Gandhara
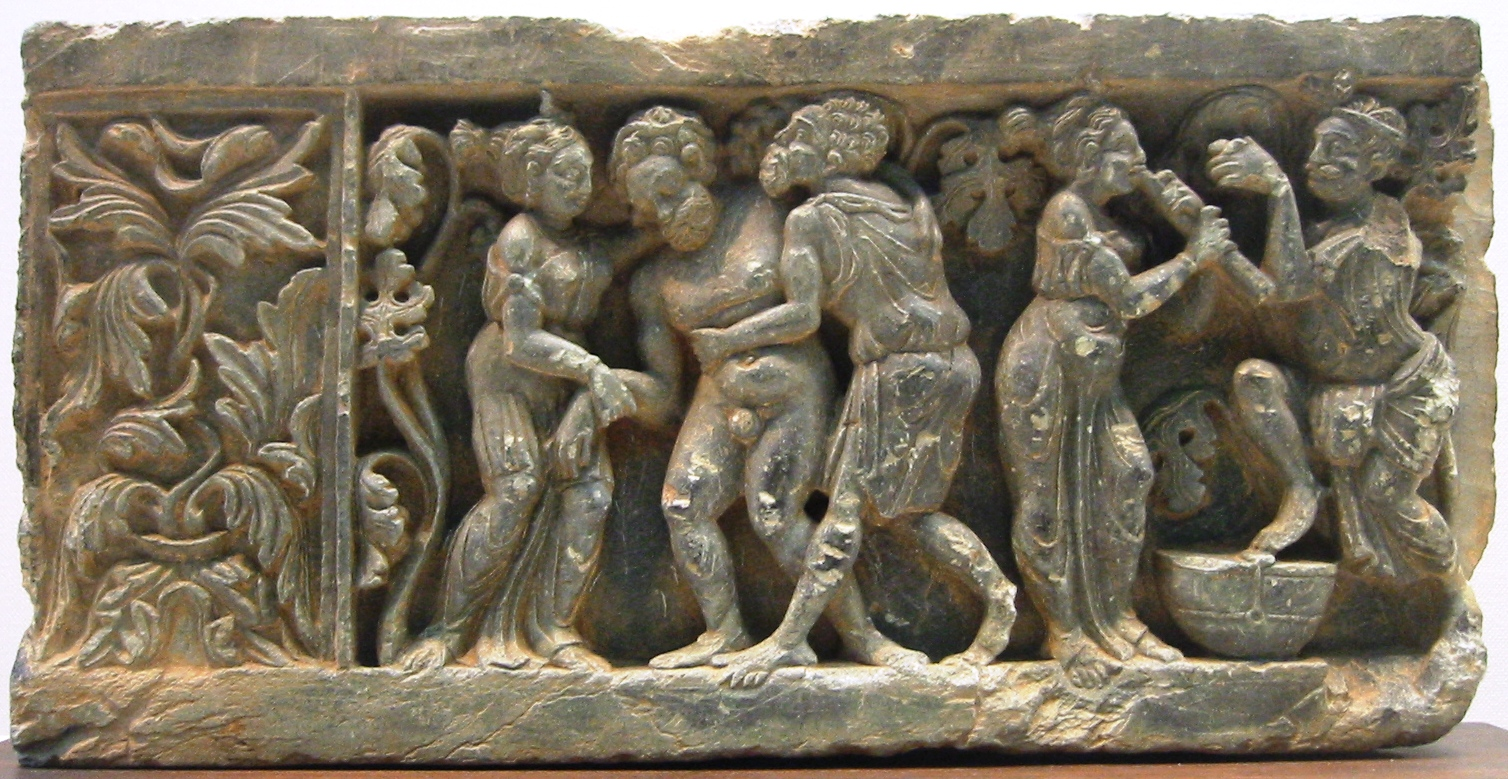
Bacchanalische Szene, Darstellung der Weinlese, Greco-Buddhistische Kunst aus Gandhara, 1.–2. Jh.
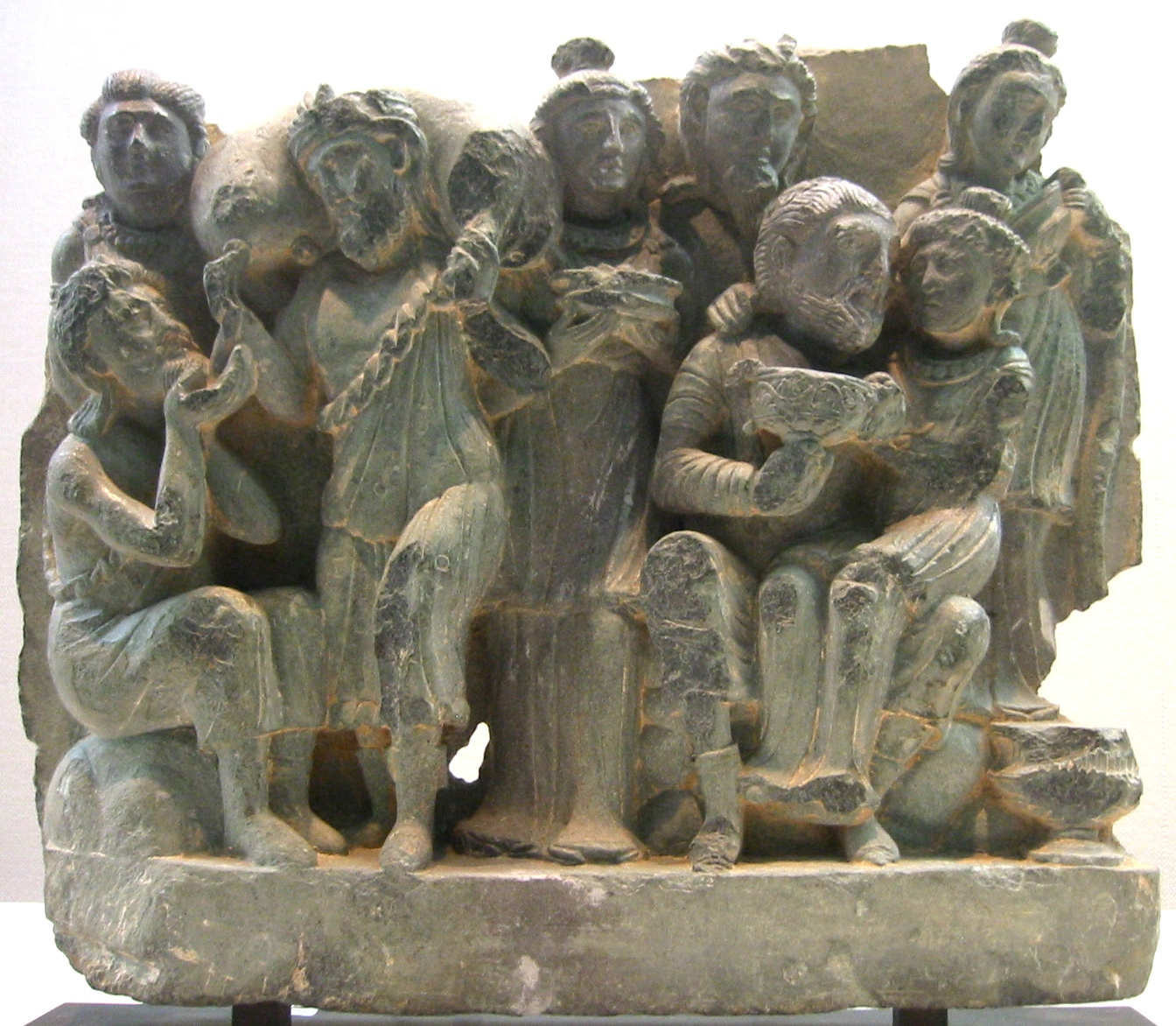
Trinkszene, Griechische Trinkgefäße, griechische Kleidung. Greco-Buddhistische Kunst aus Gandhara. 3. Jh.
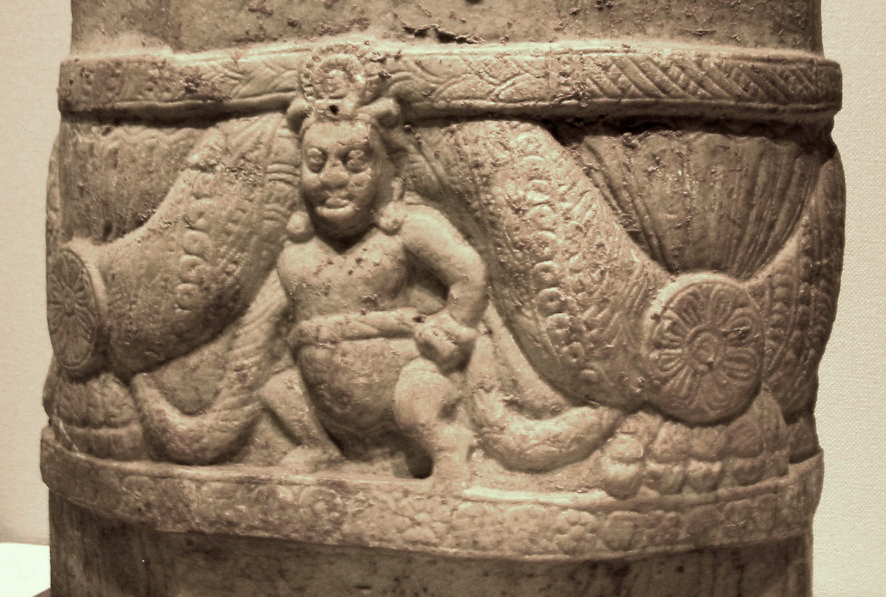
Griechische Rolle, unterstützt durch indische Yaksa, Amaravati, 3. Jh.
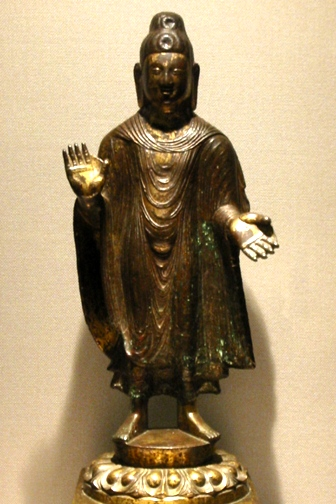
Buddha Maitreya, Nördliches Wei, 443
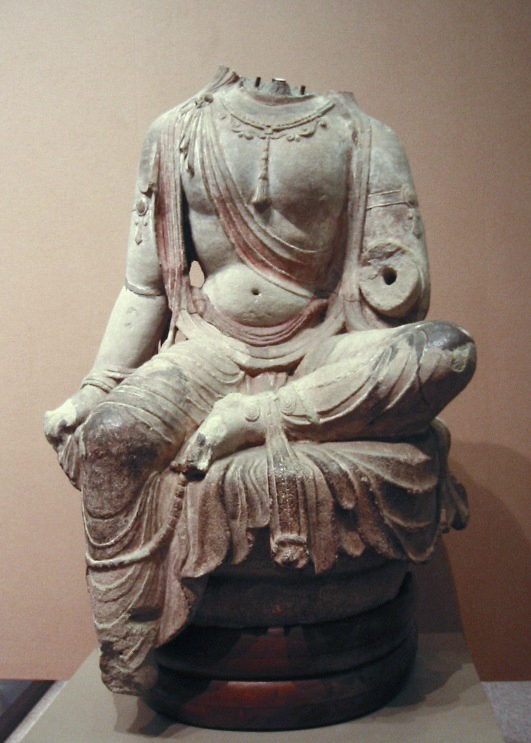
Tang-Bodhisattva
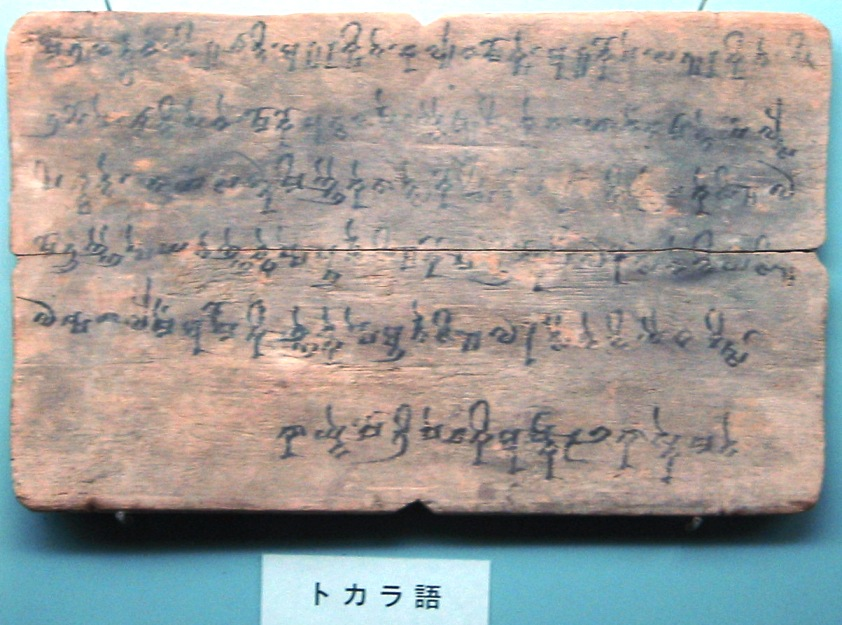
Holztafel mit Inschriften in Tocharisch. Kuqa, China, 5.–8. Jh.

### Hyōkeikan
Ursprünglich erbaut vom Architekten Katayama Tōkuma, um an die Heirat des Meiji-Kronprinzen und späteren Kaisers Taishō zu erinnern, wurde das Hyōkeikan 1909 eröffnet. Dieses Gebäude gilt als Bedeutendes Kulturgut Japans als Beispiel einer Architektur westlichen Stils der späten Meiji-Zeit. Es ist nur zu Veranstaltungen und Sonderausstellungen zugänglich.

### Heiseikan
Das Heiseikan dient hauptsächlich als Raum für Spezialausstellungen, beherbergt aber auch die Ausstellung zur japanischen Archäologie. Diese Ausstellung im dritten Stock des Gebäudes zeigt die Japanische Geschichte vom Altertum bis in vormoderne Zeiten am Beispiel archäologischer Objekte. Die Räume im zweiten Stock sind Sonderausstellungen vorbehalten. Das Heiseikan-Gebäude wurde 1999 zum Gedenken an die Hochzeit des Kronprinzen eröffnet. Es enthält auch einen Hörsaal.
Die Galerie zeigt einige Beispiele der Schnurkeramik aus der Jōmon-Zeit, etwa 10.000 v. Chr. Das wirkliche Alter dieser Stücke wurde erst nach dem Zweiten Weltkrieg durch die Radiokohlenstoffmethode festgestellt.

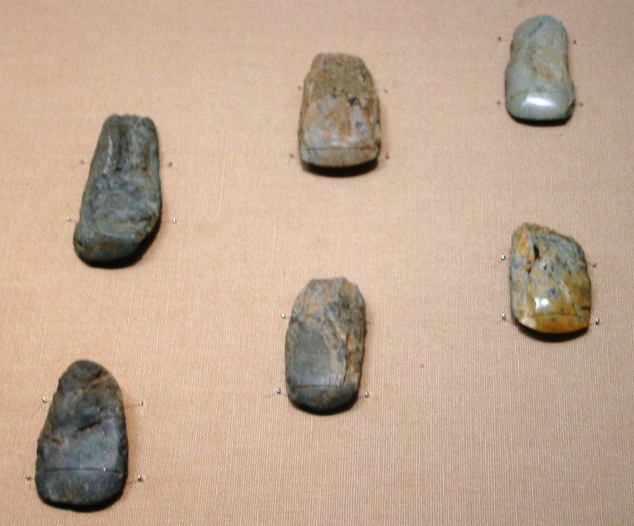
Die frühesten bekannten polierten Steinwerkzeuge der Welt. Japanische Altsteinzeit 30.000 v. Chr.
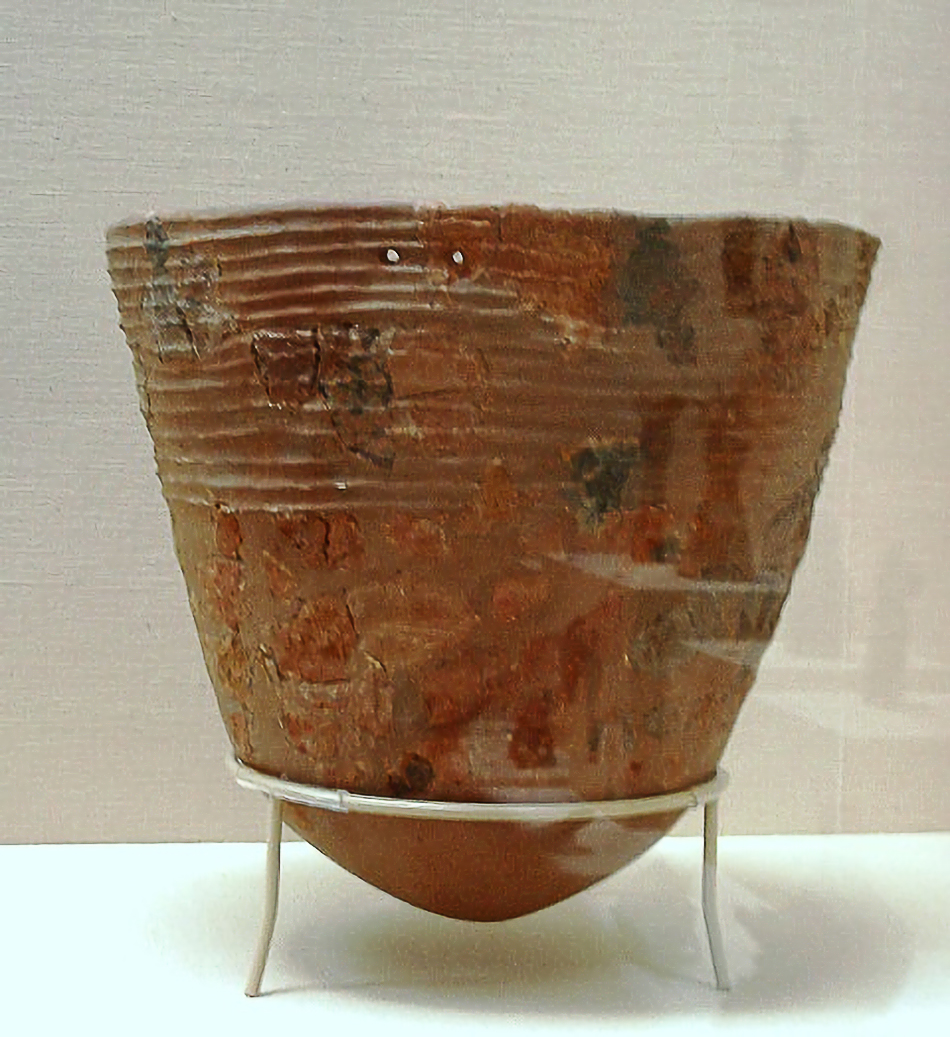
Jōmon-Keramik (10.000–8000 v. Chr.)
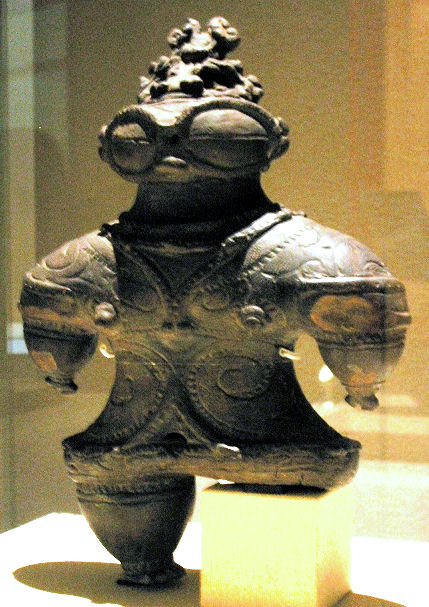
Eine Statuette, Ende der Jōmon-Zeit (1000–400 v. Chr.)
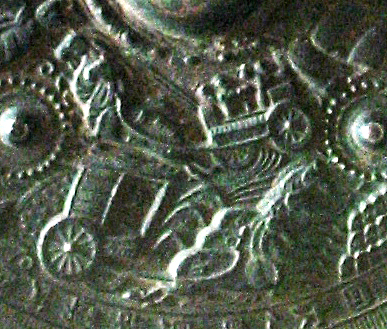
Pferdewagen aus der Kofun-Zeit. Detail eines Bronzespiegels (5.–6. Jh.). Eta-Funayama Tumulus, Kumamoto.
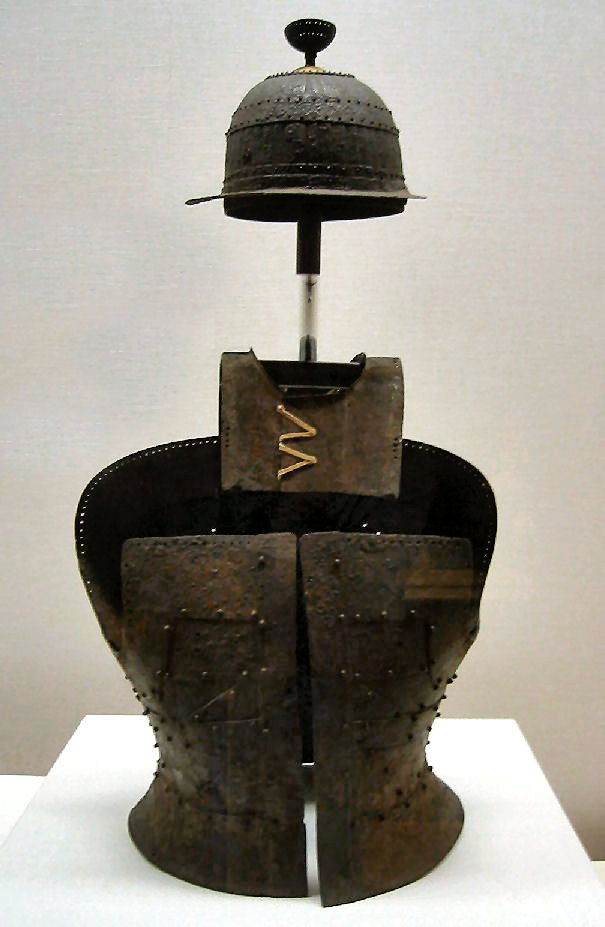
Eisenhelm und Panzer mit vergoldeten Bronzedekorationen, Kofun-Zeit, 5. Jh.
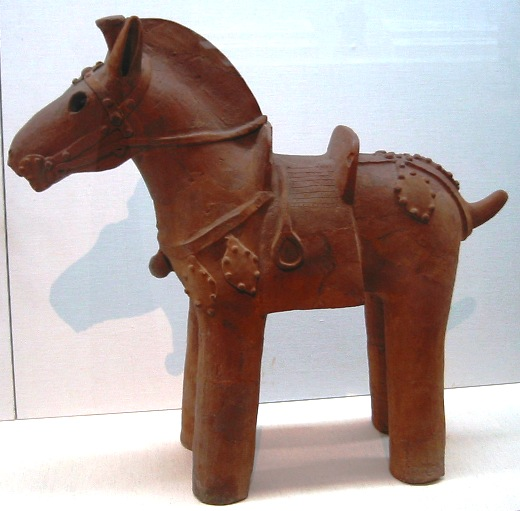
Haniwa – Pferdestatue mit Sattel, Steigbügeln, 6. Jh.

### Die Galerie der Hōryū-ji-Schätze
Kunstwerke der 319 Hōryū-ji-Schätze, die dem Kaiserlichen Hof 1878 von Hōryū-ji geschenkt wurden, sind in sechs Räumen ausgestellt. Das Gebäude wurde von Taniguchi Yoshio entworfen und mit modernster Konservierungstechnik ausgestattet. Es wurde 1999 nach vollständiger Renovierung wiedereröffnet. Der „Referenzraum“ im Zwischengeschoss des zweiten Stocks beherbergt das „Digitale Archiv“, das es dem Besucher erlaubt, alle Stücke der „Hōryū-ji-Schätze“ am Computer mit Erklärungen in mehreren Sprachen zu betrachten.

## Forschungs- und Informationszentrum
Es wurde 1984 hauptsächlich für wissenschaftliche Zwecke errichtet. Es befasst sich mit verschiedenen Dokumenten zu archäologischen Objekten, darstellender und angewandter Kunst und historischem Material ganz Asiens und des Mittleren Ostens, mit besonderem Schwerpunkt auf das japanische Kulturerbe.
Die Besucher können sich Bücher, Zeitschriften und großformatige Kunstbücher ansehen, außerdem Schwarzweiß- und Farbfotos in den Fotokabinetten. Der Eintritt ist kostenlos, das meiste Material ist auf Japanisch.
Verfügbares Material:
- Bücher und Zeitschriften (japanisch, chinesisch, europäisch) einschließlich Ausstellungskataloge und archäologische Berichte
- Farb- und Schwarzweißfotos von Kunst, Handwerk und archäologischen Funden aus Japan, Korea, China und anderen asiatischen Ländern, hauptsächlich aus den Sammlungen des Museums

Reproduktionen der Bilder für wissenschaftliche und kommerzielle Zwecke sind als Farbkopien, Digitaldaten oder Drucke verfügbar.